# Belastungsklima
Mit dem Begriff Belastungsklima wird eine Form des Bioklimas bezeichnet, das einen eher ungünstigen Einfluss auf den (menschlichen) Organismus ausübt.
Belastungsfaktoren können sein:
- Überhitzung mit  ihren gesundheitlichen Auswirkungen[5] infolge von
  - hoher Intensität der Sonnenstrahlung
  - hohen Umgebungstemperaturen bei mangelndem Luftaustausch oder beeinträchtigter Thermoregulation (zum Beispiel bei Schwüle)
- mangelnde Sonnenstrahlung (z. B. anhaltend trübes Wetter, Polarnacht)
- Allergen-angereicherte Luft, insbesondere auch bei Pollenflug[6]
- Schadstoff-angereicherte Luft[7][8]

Ein Belastungsklima steht somit im Gegensatz zum Schonklima, das beruhigend auf den Organismus wirken soll. Das Problem der Wetterfühligkeit wird in Zusammenhang mit dem Belastungsklima diskutiert.